# U-Boot-Klasse X
Die U-Boote der U-Boot-Klasse X, offiziell Typ X genannt, waren die größten Unterseeboote der deutschen Kriegsmarine. Sie waren eine Entwicklung aus dem U-Minenkreuzer (Projekt 45) des Ersten Weltkriegs. Sie wurden als Minenleger-Unterseeboote konstruiert und von der Germaniawerft in Kiel gebaut. Es gab davon zwei Typen: Der Typ XA wurde aufgrund technischer Unzulänglichkeiten bei der Minenkonzeption und den dadurch bedingten großen Außenabmaßen nicht gebaut. Der verbesserte Typ XB, bei dem die Probleme mit den Minen behoben werden konnten, ging letztlich mit wesentlich kleineren Abmaßen in die Serienproduktion.
Die Seeminen-Bewaffnung der U-Boote des Typs XB bestand aus Minenschächten (jeweils zwei Gruppen zu sechs Schächten an Back- und Steuerbord, und eine Gruppe mit sechs Schächten im Vorschiff). Darin konnten 66 Minen aufgenommen werden. Neben zwei Torpedorohren mit max. 15 Torpedos waren noch ein 10,5-cm-Utof-SK, eine 2-cm- und eine 3,7-cm-Flugabwehrkanone eingebaut. Später wurden die ersteren beiden gegen einen 2-cm-Flakvierling ausgetauscht.
Durch ihre großen Bunkerkapazitäten wurden die Boote auch als „Hilfsversorger“ (siehe auch U-Boot-Klasse XIV) eingesetzt.
Ebenso gut konnten sie als Transport-Unterseeboote eingesetzt werden. Dazu wurde das Ladegut in druckfesten Frachtbehältern in den Minenschächten verstaut.
Insgesamt wurden acht U-Boote dieser Klasse gebaut: U 116, U 117, U 118, U 119, U 219, U 220, U 233 und U 234.
Alle gebauten Boote waren vom Typ XB, während keine Boote des Typs XA gebaut wurden.
Bekannt wurde U 234 nach Kriegsende, als es sich mit seiner für Japan bestimmten Fracht, bestehend u. a. aus 560 kg Uranoxid und detaillierten Zeichnungen des Düsenflugzeugs Me 262, auf dem Weg dorthin im Atlantik der US-Marine stellte.

## Daten und Fakten
- Antrieb:
  - Aufgetaucht zwei Neunzylinder-Viertakt-Dieselmotoren Germaniawerft F 46 a 9 pu mit Aufladung, je 2100 PS
  - Getaucht zwei Doppelmaschinen AEG GU720/8-287, je 560 PS.
- Reichweite:
  - aufgetaucht:
    - 18.450 Seemeilen (34.170 km) bei 10 Knoten (19 km/h)
    - 6.750 Seemeilen (12.500 km) bei 16,9 Knoten (30,5 km/h)

  - getaucht:
    - 188 Seemeilen (347 km) bei 2 Knoten (3,5 km/h)
    - 93 Seemeilen (172 km) bei 4 Knoten (7 km/h)
- Besatzung: 5 Offiziere und 47 Mannschaften